# 大島造船所
株式会社大島造船所（おおしまぞうせんしょ、英: Oshima Shipbuilding Co., Ltd.）は、日本の造船会社。

## 概要
長崎県西海市に本拠地を置く造船会社である。かつて炭鉱の島であった大島町が、炭鉱の閉山に際して企業誘致を行った結果として1973年（昭和48年）2月7日にダイゾー、住友商事、住友重機械工業の出資により設立された。

## 歴史
大島造船所は1973年2月7日の設立後、1974年（昭和49年）6月に操業を開始し、1975年（昭和50年）2月に最初の船を送り出した。オイルショックの影響を受けて設立当初から合理化に取り組み、1975年から1979年（昭和54年）までの間に従業員を1,800人から785人に削減した。この結果として、大島造船所はハンディマックス級とパナマックス級のばら積み貨物船の建造に特化していくことになった。トヨタ自動車の生産思想を造船に導入し、調達・製造の効率化を図った結果、現在は国内3位の生産規模を維持している。
これまでに約800隻のばら積み貨物船を建造し、年間約38隻を世界中に販売している。2007年度で年間965億8500万円の売り上げがあり、従業員数は1,123人である。
2020年代に入ると、三菱重工業長崎造船所の香焼工場新造船部門の買収が発表された。三菱重工業長崎造船所は、おもに香焼工場で実施していた主要事業のLNG運搬船等の新造事業について、2010年代以降、中国・韓国系造船企業の安値攻勢の激化により受注が低迷し、建造ドックの稼働率が低下していた。このため三菱重工業は、2021年（令和3年）3月30日に、香焼工場の建造ドック等の新造船エリアを大島造船所に2022年度までに段階的に売却する契約を締結したと発表した。大島造船所は、買収する建造ドック等の活用について、あらゆる可能性を検討したいとしている。
2022年（令和4年）12月27日に、大島造船所と三菱重工業は、香焼工場新造船エリアの引き渡し完了を発表した。大島造船所は、取得した香焼工場で主力のばら積み貨物船の他、LNG燃料船や洋上風力発電設備の浮体構造物の建造も検討しており、2023年度の本格稼働を目指すとしている。

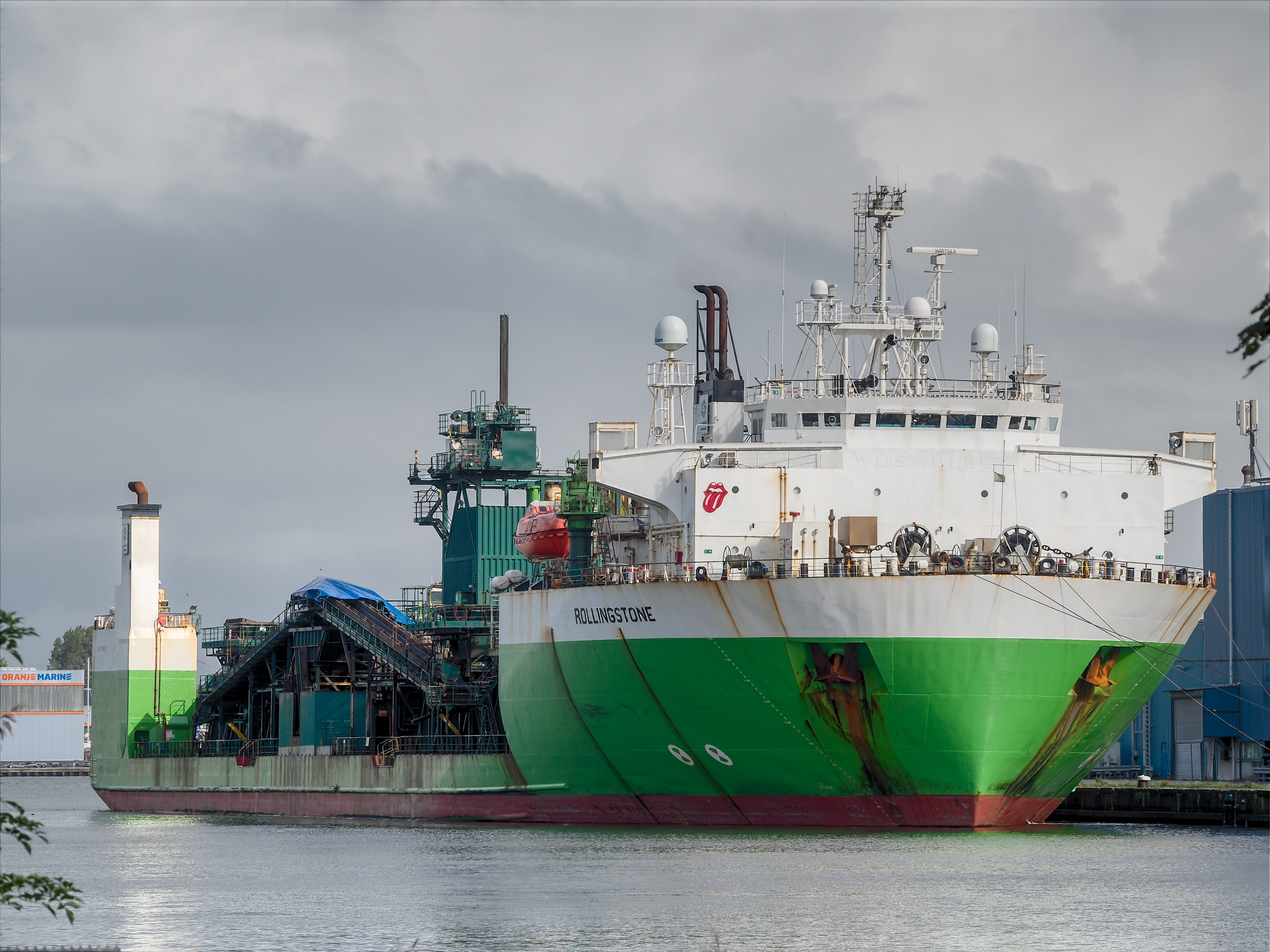
1979年に竣工した重量物運搬船「スーパー・サーヴァント1」（撮影時点では改名されて「ローリングストーン」となっている）
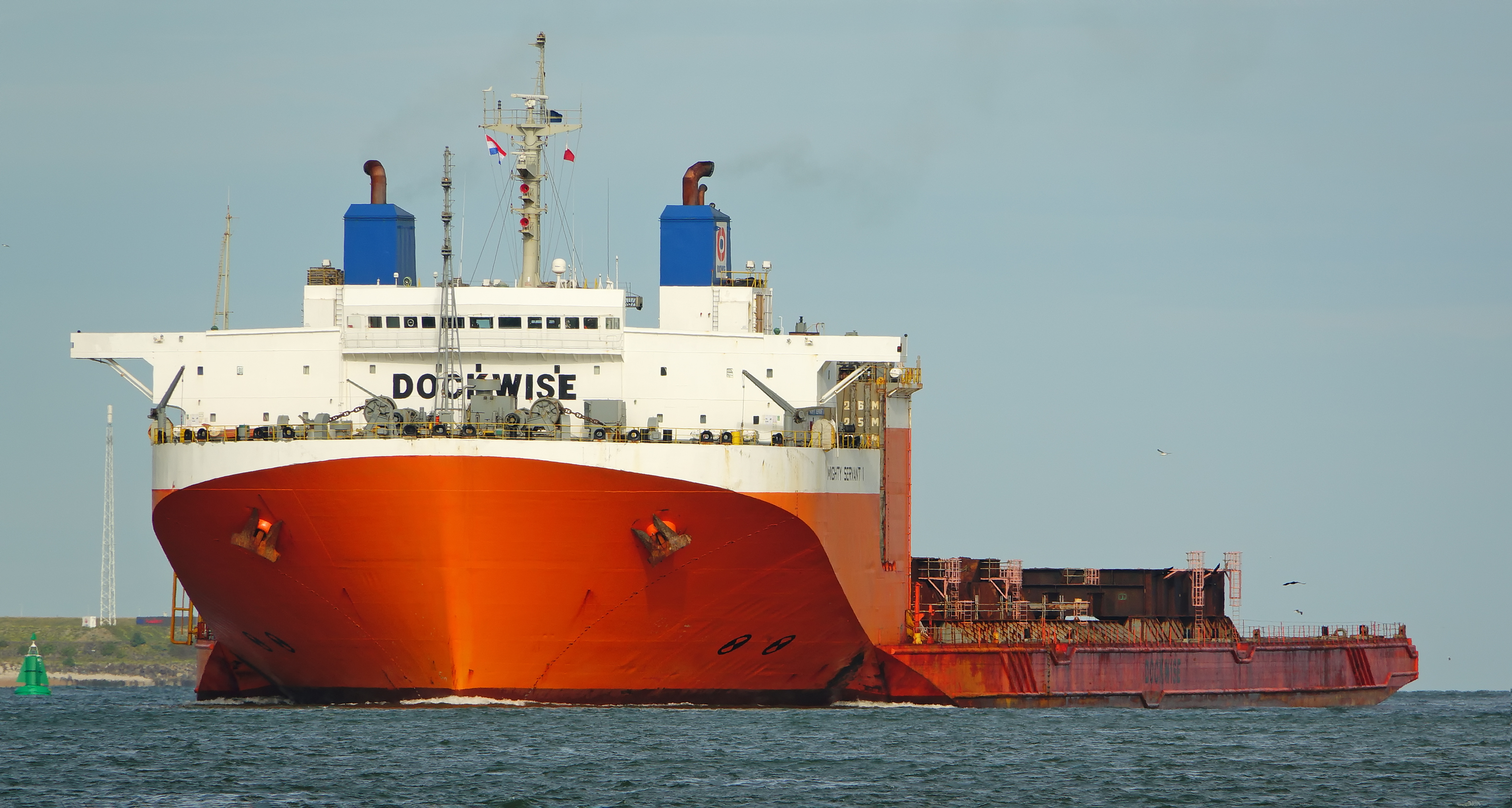
1983年に竣工した重量物運搬船「マイティ・サーヴァント1」

## 製品
大島造船所はばら積み貨物船の建造に特化している。標準設計を数多く持ち、載貨重量トンにして33,000 トンから82,000 トンまでのハンディサイズ、ハンディマックス、パナマックス級のばら積み貨物船を特徴としている。86,000 トンから106,000 トンの石炭輸送専用船もラインナップに持つ。ハンディマックス級のオープン型・セミオープン型の船もオプションとしてある。
船体のオプションは3つあり、一重船体、二重船体、そして独自のHy-Con（ハイブリッド船体）である。一重船体の船は最小の船と最大の船に適用可能である。二重船体は33,000 トンの船と、52,000 トンから96,000 トンの船に適用可能である。Hy-Conは52,000 トンから82,000 トンに適用可能である。
Hy-Con設計は、ばら積み貨物船の安全性と貨物取り扱いの効率性を改善するために開発された。この設計は標準の一重船体の船を元に、前部と後部の船倉を二重船体構造にしているものである。
大島造船所は他の種類の船も数多く建造している。これにはセルフアンローダー付きばら積み貨物船、木材チップ輸送船、自動車運搬船、石油タンカー、半潜水式重量物運搬船などがある。鋼構造物も多く手がけており、橋や建築物の鉄骨、水門などがある。生月大橋や新西海橋、女神大橋など地元長崎県に手がけた橋が多くあり、特に大島大橋は大島造船所のある大島と長崎県本土を結ぶルート上にある橋である。また福岡ドームにも大島造船所の鋼構造物部門が携わっている。
1988年の造船不況の頃より、造船所内の遊休地でトマトの生産を開始した。下部が尖った「ファースト」と呼ばれる品種で、水を与える量を通常の10分の1ほどにし、糖度を高める栽培方法が採られる。年間100トンほどが、「大島トマト」の名称で出荷されている。

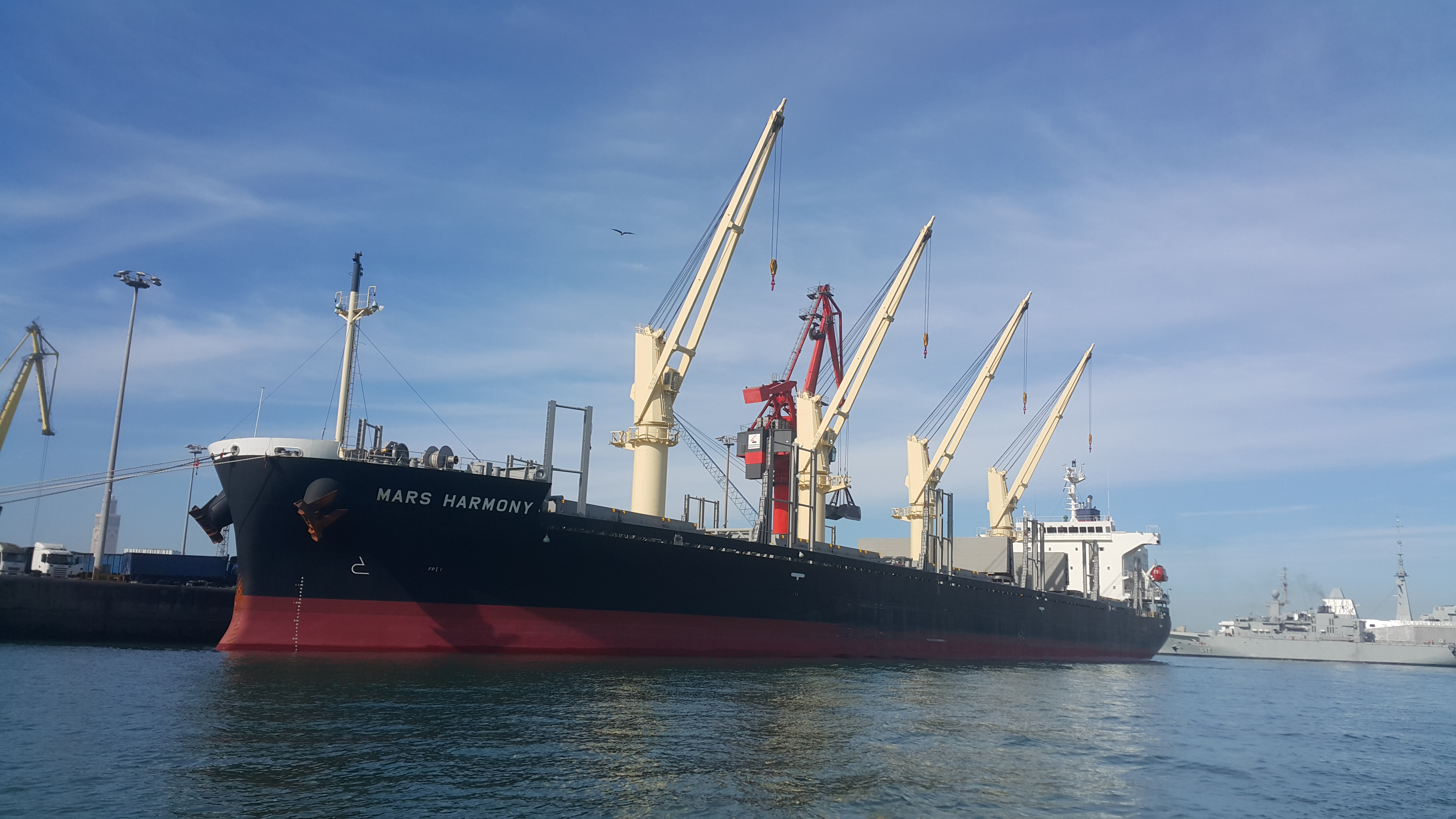
2019年に竣工したばら積み貨物船「マーズ・ハーモニー」
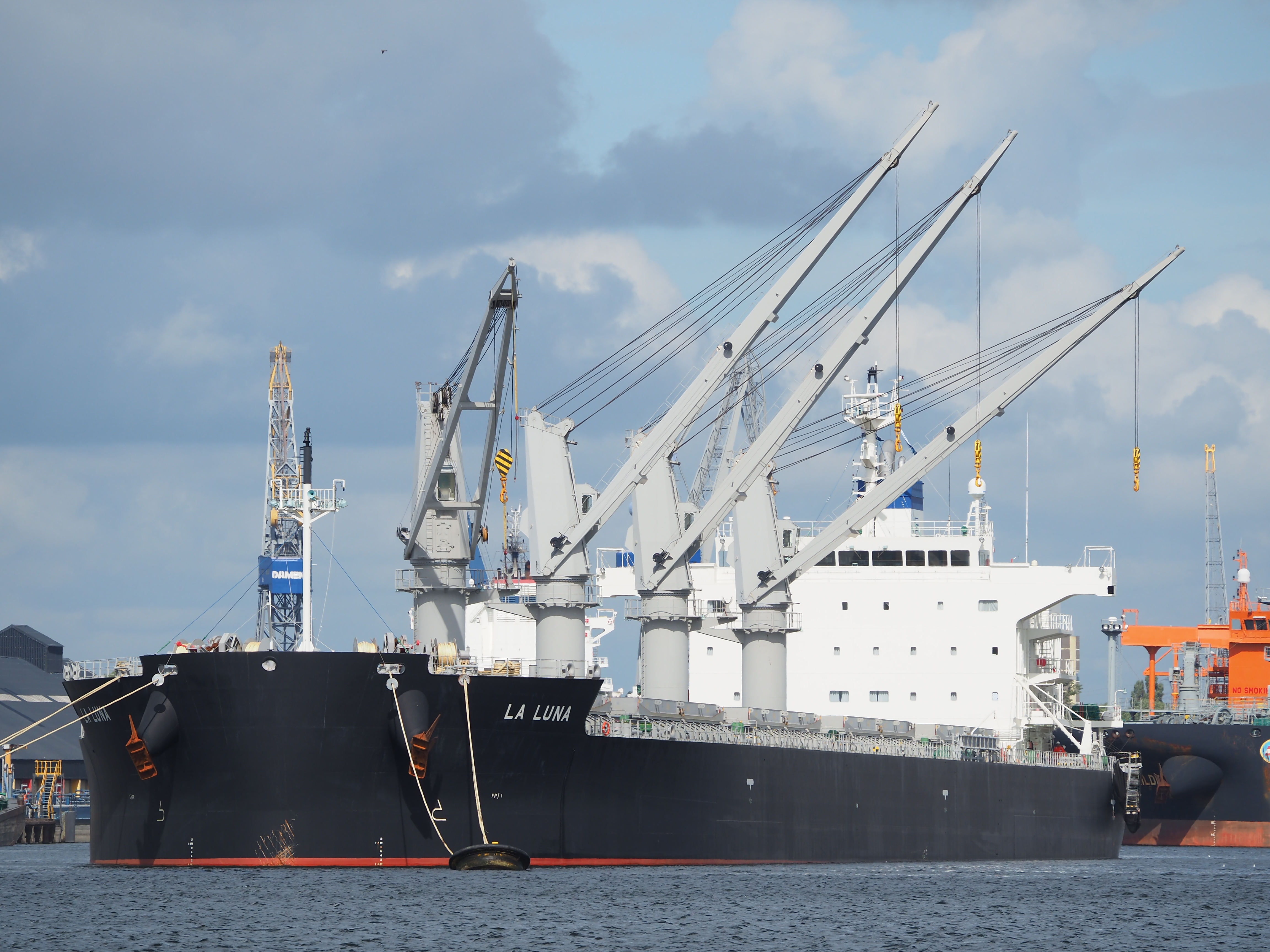
2019年に竣工したばら積み貨物船「ラ・ルーナ」

## 歴代社長
| 大島造船所社長 | 大島造船所社長 | 大島造船所社長 | 大島造船所社長 | 大島造船所社長 |
| 代             | 氏名           | 氏名           | 就任日         | 退任日         |
| -------------- | -------------- | -------------- | -------------- | -------------- |
| 1              |                | 南景樹         | 1973年2月      | 1981年6月      |
| 2              |                | 土井正三       | 1981年6月      | 1984年5月      |
| 3              |                | 渡辺武雄       | 1984年5月      | 1989年6月      |
| 4              |                | 南尚           | 1989年6月      | 2005年6月      |
| 5              |                | 中川齊         | 2005年6月      | 2009年7月      |
| 6              |                | 南浩史         | 2009年7月      | 2014年12月     |
| 7              |                | 南宣之         | 2015年1月      | 2018年9月      |
| 8              |                | 平賀英一       | 2018年9月      | （現職）       |

## 建造した船舶
- スーパー・サーヴァント3（1982年）

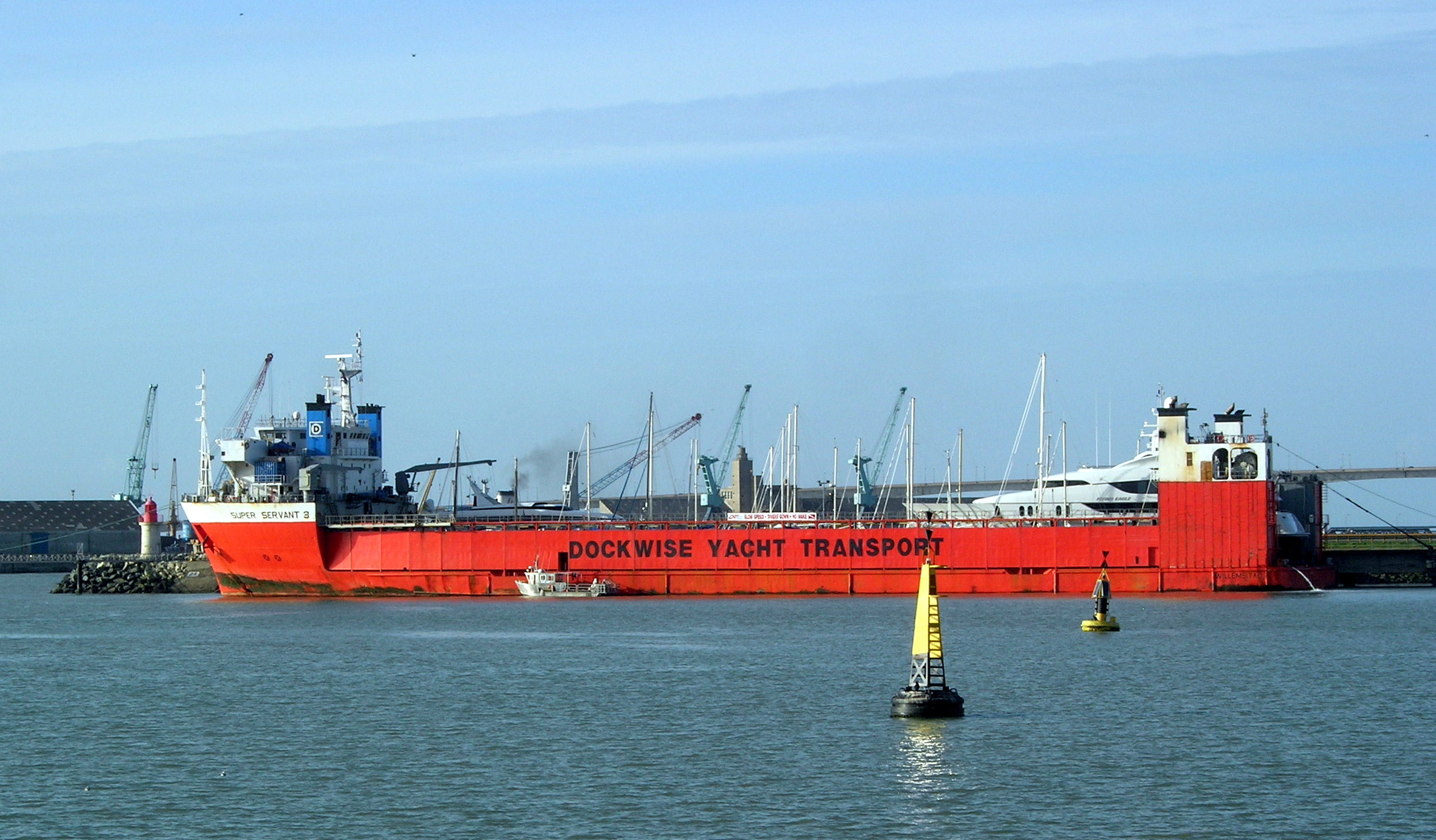
1982年に竣工した重量物運搬船「スーパー・サーヴァント3」

## 建造に携わった橋梁
- 大島大橋（1999年）
- 女神大橋（2005年）
- 新西海橋（2006年）

## 主なグループ会社
- 株式会社相浦機械[1]
- 大島エンジニアリング株式会社[1]
- 大島酒造株式会社[1]
- 大島総合サービス株式会社[1]
- 株式会社オリーブベイホテル[1][14]
- Daizo Tec Co., Ltd.[1]